# Mina los Castillejos
Mina los Castillejos este o arie protejată (arie specială de conservare — SAC, sit de importanță comunitară — SCI) din Spania întinsă pe o suprafață de 3,14 ha, integral pe uscat.

## Localizare
Centrul sitului Mina los Castillejos este situat la coordonatele 38°27′39″N 6°30′00″W / 38.460833°N 6.5°V.

## Înființare
Situl Mina los Castillejos a fost declarat sit de importanță comunitară în februarie 2004 pentru a proteja 6 specii de animale. Situl a fost protejat și ca arie specială de conservare în mai 2015.

## Biodiversitate
Situată în ecoregiunea mediteraneană, aria protejată conține 2 habitate naturale: Dehesas cu Quercus spp. perene, Peșteri inaccesibile publicului.
La baza desemnării sitului se află mai multe specii protejate de  mamifere (6): liliac cu aripi lungi (Miniopterus schreibersii), liliac comun (Myotis myotis), liliacul mediteranean cu potcoavă (Rhinolophus euryale), liliacul mare cu potcoavă (Rhinolophus ferrumequinum), liliacul mic cu potcoavă (Rhinolophus hipposideros), liliacul cu potcoavă a lui méhely (Rhinolophus mehelyi).